# Genista hillebrandtii
Genista hillebrandtii là một loài thực vật có hoa trong họ Đậu. Loài này được H.Christ miêu tả khoa học đầu tiên.